# 390-та окрема бригада морської піхоти (Казахстан)
390-та окрема гвардійська бригада морської піхоти (каз. 390-шы жеке гвардиялық теңіз жаяу әскерлері бригадасы, в/ч 25744) — складова ВМС Казахстану. Основна задача — забезпечення оборони каспійського узбережжя та північно-західного кордону.

## Історія
892-й стрілецький полк 298-ї стрілецької дивізії було сформовано в Алейську Алтайського краю у лютому 1942-го. Вже у березні 1943-го за бойові заслуги дивізія отримала почесне звання «гвардійська» і новий номер (80), усі її полки також були перенумеровані: так 892-й полк став 232-м гвардійським.
Після закінчення Другої світової полк був переведений з Відня до угорського Капошвару, з 1946-го розміщений в Каттакургані (Узбекистан). 1960 року полк передислокували до Самарканда, а в 1971 році — до селища Гвардійський у Жамбильській області.
Між 1957 і 1992 роками 55-й гвардійський навчальний полк підпорядковувався відновленій 80-й гвардійській дивізії (навчальній): сформована на базі 16-ї гвардійської; незадовго перед розпадом СРСР цю частину перетворили на 210-й гвардійський окружний навчальний Уманський ордена Суворова центр.
У червні 2002 року полк був розширений до бригади у регіональному командуванні «Захід».
2011-го року морські піхотинці брали участь у придушенні заворушень в Жанаозені.